# Richard Adolf Jaenicke
Richard Adolf Jaenicke, auch Jänicke, (* 25. Dezember 1858 in Chemnitz; † 22. Oktober 1917 in Dresden) war ein deutscher Konstrukteur, Unternehmer und Mitbegründer der Chemnitzer Wanderer-Werke. 

## Leben

Wanderer-Anzeige aus dem Jahr 1898

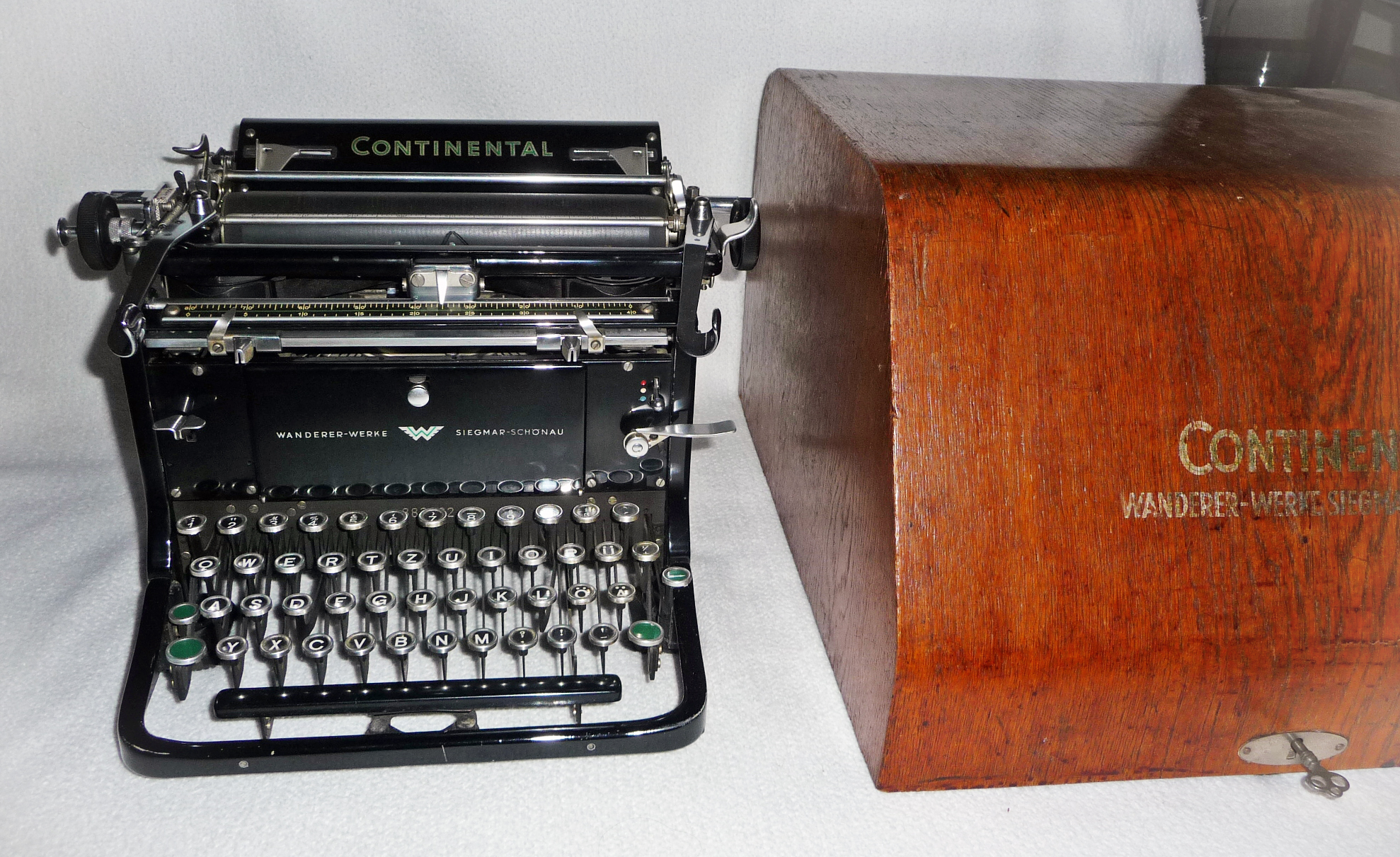
Schreibmaschine von 1902

Der Sohn eines Beutlermeisters arbeitete nach dem Besuch der Volksschule einige Jahre als Werkzeugschlosser in der Chemnitzer Union-Werkzeugmaschinenfabrik und ging dann auf eine mehrjährige Wanderschaft durch verschiedene Maschinenfabriken in Deutschland und den USA. Im Jahr 1884 kehrte er nach Sachsen zurück und lernte in Zwickau Johann Baptist Winklhofer kennen, der dort als Vertreter eines Münchner Nähmaschinen- und Fahrradhändlers tätig war. Beide teilten die Begeisterung für das gerade aufkommende Verkehrsmittel Fahrrad, und so gewann Jaenicke Winklhofer für seinen Plan, in Chemnitz eine gemeinsame Werkstatt unter dem Namen Winklhofer & Jänicke zu eröffnen.
Neben dem Handel mit britischen Produkten begannen die beiden alsbald mit der Herstellung eigener Räder, deren Entwicklung im Wesentlichen in Jaenickes Händen lag, während Winklhofer sich vorrangig um Buchhaltung, Werbung und Verkauf kümmerte. 
Das 1885 gegründete Unternehmen expandierte rasch und musste mehrfach in neue, größere Gebäude verlegt werden, zuletzt auf ein knapp 20.000 Quadratmeter großes Areal im Chemnitzer Vorort Schönau. 1896 wurde das Unternehmen mit Unterstützung der Dresdner Bank in eine Aktiengesellschaft umgewandelt. Ein Jahr später zog sich Jaenicke aus dem Vorstand zurück, blieb aber bis zu seinem Tod Mitglied des Aufsichtsrats. Auch in dieser Zeit hatte er maßgeblichen Anteil am weiteren Wachstum des Unternehmens: 1898 wurde auf der Grundlage der von ihm entwickelten Fräsmaschinen die Serienproduktion von Werkzeugmaschinen aufgenommen, 
1902 kamen Motorräder und Schreibmaschinen hinzu, 1905 der erste Automobil-Prototyp und 1913 begann schließlich die Serienfertigung von Automobilen.
Die Jaenickestraße in der Nähe des ehemaligen Wanderer-Betriebsgeländes in Chemnitz erinnert an den einstigen Unternehmensgründer.